# کوپیل
کوپیل (به پرتغالی: Copel) شرکت برق برزیلی است، که به‌عنوان بزرگترین شرکت مستقر در ایالت پارانا، برزیل شناخته می‌شود.
شرکت کوپیل در سال ۱۹۵۴ تأسیس شد و در حال حاضر برق مورد نیاز بیش از ۳٫۵ میلیون خانوار برزیلی را تأمین می‌کند.
دفتر مرکزی این شرکت در شهر کوریتیبا، برزیل قرار دارد و بخشی از سهام آن در بازارهای بورس نیویورک، بورس مادرید و بورس سائوپائولو معامله می‌شود.